# Euplassa
- Commons
- Wikispecies

Euplassa é um género botânico pertencente à família Proteaceae.